# Repave-methode
De repave-methode is het in één gang verwijderen van de bovenste asfaltlaag van een wegverharding, het verjongen van het vrijkomende materiaal door het toevoegen van grondstoffen (bitumen) en weer warm aanbrengen op de weg.